# Estación Colegio Alemán
Colegio Alemán era una estación ferroviaria que formó parte del Metro Regional de Valparaíso que operó hasta 2005. Se ubicaba en la comuna de Viña del Mar, en el sector El Salto, y prestaba sus servicios al establecimiento educacional Colegio Alemán de Valparaíso.

## Clausura
Al comenzar los estudios para la IV etapa de Tren Limache-Puerto, se determinó que Colegio Alemán no poseía las características demográficas para necesitar una estación, por lo que se determinó clausurarla, siendo construida cerca de allí la renovada parada de El Salto. Fue clausurada en 2002 ya que se necesitaba soterrar la línea ferroviaria, y por tanto, los trenes ya no podrían pasar cerca de ese lugar. A diferencia de las desaparecidas Rumié y Valencia, no existen actualmente deseos o intentos de reintegrarla a la línea del metro.